# كونار شامبيوني
كونار شامبيوني (الاسم العلمي: Connarus championii) هو نوع من النباتات يتبع جنس الكونار من الفصيلة الكونارية.